# Granjeno (Teksas)
Granjeno je grad u američkoj saveznoj državi Teksas. Prema popisu stanovništva iz 2010. u njemu je živjelo 293 stanovnika.